# Cosmorhoe interponenda
Cosmorhoe interponenda är en fjärilsart som beskrevs av Warnecke 1930. Cosmorhoe interponenda ingår i släktet Cosmorhoe och familjen mätare. Inga underarter finns listade i Catalogue of Life.